# 廖長江
廖長江，大紫荊勳賢，GBS，JP（1957年9月12日—），外號「廖班長」，香港執業大律師、現任全國政協常委、香港立法會議員，前港區全國人大代表。生於香港，英國倫敦大學學院榮譽經濟學士及法學碩士，是新民黨榮譽法律顧問。

## 生平簡介
廖長江在香港出生，在新界粉嶺成長，並在該區就讀小學。中學曾就讀於英華書院，後往英國升讀中學，再於英國倫敦大學學院攻讀經濟及法律，獲頒榮譽經濟學士及法學碩士。
廖長江早年支持八九學運，反對鎮壓，後來與兄長廖長城轉投親北京陣營，並且曾公開批評民主黨創黨主席李柱銘，指李要求外國利用北京奧運機會，促使中國政府改善人權的言論有違立法會議員誓詞之嫌。
廖香港回歸後出任中策組非全職顧問及香港中華總商會常務會董等，又曾於2003年支持23條立法。
2008年獲選為第十一屆全國人大代表、上海市政協委員。
2012年香港立法會選舉中，獲香港中華總商會推薦，自動當選為商界（第二）功能界別議員。
2013年，由於李國棟醫生宣布退任香港賽馬會董事，廖長江因此獲選為香港賽馬會董事。2014年，獲港府頒授銀紫荊星章。
2022年7月，繼續獲委任行政會議非官守議員。

## 爭議

### 無投票支持政改
2015年6月17至18日，立法會討論及表決政改方案。泛民事前表明不接受特首參選人需取得過半提委支持才能成為候選人的規定，又稱不能令港人成「橡皮圖章」，加上醫學界梁家騮因為多個業界民調都顯示反對政改的醫生較支持多，而決定投反對票，議案預料難以獲三分之二議員支持通過。當天建制派為了等待遲到的劉皇發一起表決，33名建制派離場，意圖令會議流會，讓劉趕及回來。然而部份建制派並未有一起離場，導致會議有足夠人數繼續進行，最後立法會以二十八票對八票大比數否決政改方案。事後建制派議員紛紛到中聯辦交代事件。

### 洩露中聯辦干預香港立法會審議《國歌條例草案》
2019年5月17日，立法會《國歌條例草案》委員會舉行會議，泛民議員要求點算法定人數。廖於陳志全點算法定人數時，於咪後直言「流一流國歌法都無咩所謂嘅，等啲人警惕下囉，但『西環（中聯辦）』實係拆天」。

## 名下馬匹
廖長江與太太廖王沛詩是香港賽馬會的會員，於1996-1997馬季開始成為馬主，先後擁有馬匹「歌舞昇平」、「萬事足」、「萬事吉」、「快馬當先」、「極品」。而他亦曾以「快馬團體」名義擁有賽駒「快馬」。
此外，廖長江亦先後與王守業、李家祥、葉錫安、陳南祿（公平團體）、許晉亨、榮智健、李國能（誠意團體、22/23蔡約翰練馬師賽馬團體）等人合夥擁有名下團體賽駒「快寶駒」、「勝寶駒」、「猛進」、「凌駕」、「凌厲」、「鐵金剛」。

2013年，廖長江當選為香港賽馬會董事，2023年接替李家祥成為香港賽馬會副主席。

## 執業資格
- 英格蘭及威爾斯執業大律師資格
- 香港大律師執業資格
- 新加坡訟務及事務律師執業資格

## 榮譽
- 非官守太平紳士（2004年）
- 銀紫荊星章（2014年）
- 金紫荊星章（2019年）
- 大紫荊星章（2024年）